# Торре-ді-Руджеро
Торре-ді-Руджеро (італ. Torre di Ruggiero, сиц. La Turri) — муніципалітет в Італії, у регіоні Калабрія,  провінція Катандзаро.
Торре-ді-Руджеро розташоване на відстані близько 490 км на південний схід від Рима, 36 км на південний захід від Катандзаро.
Населення — 1060 осіб (2014).
Щорічний фестиваль відбувається 6 липня. Покровитель — Santa Domenica.

## Демографія
Населення за роками:

Станом на 1 січня 2023 року в муніципалітеті офіційно проживало 10 іноземців з 4 країн, серед них 6 громадян країн Євросоюзу та 4 громадяни України.

## Сусідні муніципалітети
- Капістрано
- Кардінале
- К'яравалле-Чентрале
- Сан-Нікола-да-Крисса
- Сімбаріо
- Валлелонга